# 山鹿氏
山鹿氏（やまが し）は、日本の武家。

## 系譜

### 鹿生氏系譜
ここでは山鹿氏の庶流の鹿生氏の系図も載せる。